# Lepidodactylus
Lepidodactylus – rodzaj jaszczurek z rodziny gekonowatych (Gekkonidae).

## Zasięg występowania
Rodzaj obejmuje gatunki występujące w Ameryce Południowej (Kolumbia (Malpelo) i Chile (Wyspa Wielkanocna)), wyspach Oceanu Indyjskiego (Malediwy, Seszele, Wyspy Kokosowe i Wyspa Bożego Narodzenia), południowej, południowo-wschodniej i wschodniej Azji (Indie, Mjanma, Wietnam, Malezja, Singapur, Japonia, Filipiny i Indonezja), Australii i Oceanii (Samoa Amerykańskie, Australia, Wyspy Cooka, Fidżi, Polinezja Francuska, Guam, Howland, Baker, Johnston, Kiribati, Wyspy Marshalla, Mikronezja, Nauru, Nowa Kaledonia, Niue, Mariany Północne, Palau, Papua-Nowa Gwinea, Wyspy Salomona, Tokelau, Tonga, Tuvalu, Wake, Wallis i Futuna oraz Samoa).

## Systematyka
Rodzaj zdefiniował w 1843 roku austriacki przyrodnik Leopold Fitzinger w publikacji własnego autorstwa poświęconej systematyce gadów. Gatunkiem typowym jest (oryginalne oznaczenie) Lepidodactylus lugubris.

### Etymologia
- Lepidodactylus: gr. λεπις lepis, λεπιδος lepidos ‘łuska, płytka’, od λεπω lepō ‘łuszczyć’[5]; δακτυλος daktulos ‘palec’[6].
- Amydosaurus: łac. amyda ‘żółw’[7]; σαυρος sauros ‘jaszczurka’[8]. Gatunek typowy (oznaczenie monotypowe): Platydactylus lugubris Duméril & Bibron, 1836.

### Podział systematyczny
- Lepidodactylus aignanus Kraus, 2019
- Lepidodactylus aureolineatus Taylor, 1915
- Lepidodactylus babuyanensis Eliades, Brown, Huang & Siler, 2021
- Lepidodactylus bakingibut Eliades, Brown, Huang & Siler, 2021
- Lepidodactylus balioburius Ota & Crombie, 1989
- Lepidodactylus bisakol Eliades, Brown, Huang & Siler, 2021
- Lepidodactylus buleli Ineich, 2008
- Lepidodactylus christiani Taylor, 1917
- Lepidodactylus dialeukos Kraus, 2019
- Lepidodactylus euaensis Gibbons & Brown, 1988
- Lepidodactylus exoris Oliver & Richards, 2025
- Lepidodactylus flaviocularis Brown, McCoy & Rodda, 1992
- Lepidodactylus gardineri Boulenger, 1897
- Lepidodactylus guppyi Boulenger, 1884
- Lepidodactylus herrei Taylor, 1923
- Lepidodactylus intermedius Darevsky, 1964
- Lepidodactylus kwasnickae Kraus, 2019
- Lepidodactylus labialis (Peters, 1867)
- Lepidodactylus laticinctus Kraus, Vahtera & Weijola, 2023
- Lepidodactylus listeri (Boulenger, 1889)
- Lepidodactylus lombocensis Mertens, 1929
- Lepidodactylus lugubris (Duméril & Bibron, 1836) – gekon płaczący
- Lepidodactylus magnus Brown & Parker, 1977
- Lepidodactylus makira Kraus, 2023
- Lepidodactylus manni Schmidt, 1923
- Lepidodactylus mitchelli Kraus, 2019
- Lepidodactylus moestus (Peters, 1867)
- Lepidodactylus mutahi Brown & Parker, 1977
- Lepidodactylus nakahiwalay Eliades, Brown, Huang & Siler, 2021
- Lepidodactylus novaeguineae Brown & Parker, 1977
- Lepidodactylus oligoporus Buden, 2007
- Lepidodactylus oorti (Kopstein, 1926)
- Lepidodactylus orientalis Brown & Parker, 1977
- Lepidodactylus pantai Stubbs, Karin, Arifin, Iskandar, Arida, Reilly, Block, Kusnadi & McGuire, 2017
- Lepidodactylus paurolepis Ota, Case, Ineich & Case, 1995
- Lepidodactylus planicaudus Stejneger, 1905
- Lepidodactylus pollostos Karkkainen, Richards, Kraus, Tjaturadi, Krey & Oliver, 2020
- Lepidodactylus pulcher Boulenger, 1885
- Lepidodactylus pumilus (Boulenger, 1885)
- Lepidodactylus ranauensis Ota & Hikida, 1988
- Lepidodactylus sacrolineatus Kraus & Oliver, 2020
- Lepidodactylus shebae (Brown & Tanner, 1949)
- Lepidodactylus tepukapili Zug, Watling, Alefaio, Alefaio & Ludescher, 2003
- Lepidodactylus vanuatuensis Ota, Fisher, Ineich, Case, Radtkey & Zug, 1998
- Lepidodactylus woodfordi Boulenger, 1887
- Lepidodactylus yami Ota, 1987
- Lepidodactylus zweifeli Kraus, 2019